# Ogilwie
Ogilwie är svensk adel som blev introducerad i Sverige år 1642, nr 277. Namnet kan även stavas Ogilvie.
Ogilwie är uradel från Skottland, som var namnkunnig där redan 1325.
Patrik Ogilwie, född 1606 i Skottland, kom till Sverige för att bli major vid överste Henrik Sass’ regemente. Han blev svensk adelsman 1642, men ålades att inlägga vidare belägg för sitt adelskap, vilket framlades inför 1649 års riksdag.
Ätten utslocknade på svärdssidan 1754.